# Wilhelm Maaßen
Wilhelm Maaßen (* 3. März 1866 in Willich; † nach 1932) war ein deutscher Landwirt, Gutsbesitzer und Politiker (Zentrum).

## Leben
Der Landwirt war Besitzer des Gutes Vogtshof in Willich und Vorsitzender des Bezirksverbandes Niederrhein des Rheinischen Bauernvereins.
Maaßen war Erster Beigeordneter der Gemeinde Willich und Mitglied des Kreisausschusses des Landkreises Krefeld.
Bei der preußischen Landtagswahl vom Mai 1928 wurde Maaßen als Kandidat für die Zentrumspartei im Wahlkreis 23 (Düsseldorf-West) als Abgeordneter in das preußische Landesparlament gewählt, dem er bis 1932 angehörte. Bei der Landtagswahl vom April 1932 gelang es ihm nicht wiedergewählt zu werden.